# Benbrook
Benbrook é uma cidade localizada no estado norte-americano do Texas, no Condado de Tarrant.

## Demografia
Segundo o censo norte-americano de 2000, a sua população era de 20.208. habitantes 
Em 2006, foi estimada uma população de 22.307,, um aumento de 2099 (10.4%).

## Geografia
De acordo com o United States Census Bureau tem uma área de 31,3 km², dos quais 29,7 km² cobertos por terra e 1,6 km² cobertos por água. Benbrook localiza-se a aproximadamente 182  acima do nível do mar.

## Localidades na vizinhança
O diagrama seguinte representa as localidades num raio de 12 km ao redor de Benbrook. 